# Paromalus flavicornis
Paromalus flavicornis is een kever uit de familie spiegelkevers (Histeridae).

## Naam en indeling
De wetenschappelijke naam van de soort werd voor het eerst voorgesteld door Johann Friedrich Wilhelm Herbst in 1791. Lange tijd werd de wetenschappelijke naam Microlomalus flavicornis gebruikt.
De soortaanduiding flavicornis betekent vrij vertaald 'gele hoorns' en verwijst naar de gele kleur van de antennes.

## Uiterlijke kenmerken
De kever bereikt een lichaamslengte van 1,8 tot 2,5 millimeter en blijft daarmee vrij klein. Het lichaam heeft een elliptische vorm en is het breedst in het midden. De lichaamskleur is donkerbruin tot zwart, de bovenzijde van het lichaam heeft een duidelijke glans. Over de gehele bovenzijde zijn vele kleine putjes aanwezig. De dekschilden reiken net niet tot de achterlijfspunt zodat de laatste twee rugplaten (sternieten) ontbloot zijn.
De kop is breder dan lang, de antennes bestaan uit vijf segmenten, ze hebben een gele kleur en eindigen in een vergrote knop. De ogen zijn langwerpig van vorm en zwart van kleur. De poten hebben een bruine kleur, het voorste paar is duidelijk verbreed.

## Levenswijze
Paromalus flavicornis is nachtactief en is het gehele jaar door te vinden. De kever is voornamelijk actief in de lente en zomer maar kan ook in de winter nog worden gevonden. Het voedsel bestaat uit kleine insecten die van dood hout leven, ook de larven zijn roofzuchtig. De volwassen kevers nemen daarnaast ook plantensappen op. De kever leeft soms samen met verschillende mierensoorten, zoals de glanzende houtmier (Lasius fuliginosus) en de bruine renmier (Formica cunicularia). De kever kan ook in de nesten van de mieren worden aangetroffen.

## Verspreiding en habitat
De soort komt voor in delen van Europa tot in Turkije, noordelijk Afrika tot in delen van Azië in India. De habitat bestaat uit begroeide gebieden zoals bossen met voldoende dood hout in verschillende rottingsstadia. De kever leeft hier onder de boomschors of in gangen in het hout. Paromalus flavicornis boort zelf niet in hout maar gebruikt de gangen die door andere kevers zijn gemaakt, zoals de gangen van boktorren en het vliegend hert (Lucanus cervus).